# Pasaia
Pasaia – gmina w Hiszpanii, w prowincji Guipúzcoa, w Kraju Basków, o powierzchni 11,34 km². W 2011 roku gmina liczyła 15 885 mieszkańców.
W miejscowości jest stacja kolejowa Pasaia.